# 蒲池鑑盛
蒲池 鑑盛（かまち あきもり）は、戦国時代から安土桃山時代にかけての武将。筑後国南部の戦国大名。蒲池氏当主。諱の「鑑」の字は大友義鑑から賜ったもの。法名は宗雪（そうせつ）。他の史料から確認できる最古の下蒲池家の人物である。

## 筑後筆頭大身
筑後南部に1万2千町（約12万石）を領した大身（『大友幕下筑後領主附』）。筑後十五城筆頭大名として筑後を統轄。それまでの蒲池城に代えて、柳川城を本格的に改築し、現在の柳川の観光名所でもある水郷の掘割を縦横に張り巡らせ、柳川城を「柳川三年肥後三月肥前筑前朝飯前」と戯れ歌にも歌われるほどの九州屈指の難攻不落の堅城にし、蒲池氏の本城とする。また風浪宮の本殿の造営その他も行なっており、現在の柳川市のルーツとなる城下町としても形成されつつあった。

## 義心強き武将
筑後守護大友氏の幕下にあった城持ち大名分の在地領主で、兵法に長けた武将として、筑前国、肥前国など各地に転戦する。
『西国盛衰記』によれば、父鑑久は将軍の供をするという役目を怠って討伐されたとされ、鑑久の死（天文12年（1543年））に伴って下蒲池蒲池氏の家督を継いだものと思われる。父を大友氏によって喪った鑑盛だが、主君を恨むことなく引き続き大友義鑑・義鎮（宗麟）の二代に亘って臣従した。
また、戦の場以外では、大友氏の敵方であるはずの龍造寺家兼やその曾孫である隆信が家臣団の反乱に遭って追われたときは、これを匿って手厚く保護し、その復帰にも協力した。『肥陽軍記』には「ここに筑後国蒲池鑑盛と云う人は下筑後にて威をふるい武勇のほまれ有り和歌管弦にも長じた情ふかい人なり」と記されているが、鑑盛は「義心は鉄のごとし」と言われるほど義に厚い人柄であったとされている。龍造寺家兼を保護したのち、隆信が肥前を追われた際には隆信をかつて家兼も住んだ蒲池領内の三潴郡一木村(大川市)に住まわせ、三百石を扶持し、家臣の原野恵俊に面倒を見させた。また隆信が佐嘉に帰還する際は、蒲池氏の精兵三百で隆信を護衛させ、結果、隆信は本拠地佐嘉城の奪還に成功することになる。この鑑盛による二代に渡る保護がなければ、龍造寺氏は滅びていた可能性があり、その後の龍造寺隆信の興隆もあり得なかったことになる。
鑑盛は、大内氏に代って中国地方を制圧し、九州への侵攻を開始した毛利元就と大友宗麟との間の門司城をめぐる戦い（門司城の戦い）や、永禄10年（1567年）、元就に加担して大友氏に反旗を翻した高橋鑑種の討伐戦などに出陣している。かつて保護した龍造寺隆信の興隆の発端となった元亀元年（1570年）の今山の戦いに於いても蒲池鑑盛は田尻親種と共に、宗麟からの命を受けて数十隻の兵船で筑後川を渡り、龍造寺氏の村中城を包囲し攻略戦を行った。これらの合戦への参加により、宗麟からの感状を幾度も受けている。

## 耳川での最期
天正6年（1578年）、北上する薩摩国の島津氏と大友氏との間の日向国での耳川の戦いには、大友軍の一翼として参加した。初老の身で病身だったが、嫡子の鎮漣や三男の統安と共に3千の兵を従えて出陣(『北肥戦史』)した。しかし、既に家督を継いでいた鎮漣は大友氏から離心しており、病気を口実に2千の兵と共に柳川へ帰城してしまう。鑑盛は大友氏の軍に留まり、開戦後は大友軍総崩れの状況下、直属の兵約1千を率いて島津氏の本営への突入を試みるなど奮戦したが大勢は揺るがず、統安と共に戦死した（『大友記』）。その最期について『筑後国史』は「湊川の戦いにおける楠木正成の壮烈な最期にも比せられる」と記している。
菩提寺の崇久寺の霊碑には、「松梅院殿長國覚久居士神儀」と記されている。

## 子孫
鑑盛には、庶長子鎮久、次子で嫡子の鎮漣(鎮並)、三男の統安、四男の統康（統春）がおり、鎮久の子の貞久は佐賀藩の諫早に蒲池姓、宇都宮姓の子孫を伝え、鎮漣は嫡子・宗虎丸(久鎮)の名跡を蒲池鑑続が継ぎ、筑後の一族は蒲池姓、首藤姓、宇都宮姓その他の子孫を伝えており、次男の宮童丸(経信)は大分の大庄屋として子孫を残し、娘の蒲池徳子は大友氏重臣の朽網宗暦の子の鑑房との間に生んだ子に蒲池の名跡を再興させ、その子孫には徳川幕府最後の西国郡代となった旗本の窪田鎮勝(蒲池鎮克)がおり、一族には蒲池姓、朽網姓、江口姓、鶴姓、窪田姓その他の子孫がいる。三男の統安の子の応誉は瀬高の来迎寺の僧侶だが、柳川藩祖の立花宗茂の正室の誾千代を弔うために、元和7年（1621年）に柳川市の良清寺を開き、その子孫は蒲池の名跡を再興し、江戸時代は柳川藩主の立花氏の家老処遇を受ける。ちなみに歌手の松田聖子（蒲池法子）の生家は良清寺の蒲池家の子孫で、松田聖子は幕末の柳川藩の蒲池鎮之の玄孫になる。四男の統康（統春）は、龍造寺氏の柳川攻め（柳川の戦い）の時に討ち死にしている。